# Gnejusz Marcjusz Koriolan
Gnejusz Marcjusz Koriolan (łac. Gnaeus Marcius Coriolanus) – legendarna postać z wczesnych dziejów Rzymu. 
W 493 p.n.e. Rzymianie pod jego wodzą mieli zdobyć należące do Wolsków miasto Corioli, a zwycięski Gnejusz Marcjusz otrzymał wówczas przydomek Koriolan (Coriolanus). Jako przeciwnik praw politycznych dla plebejuszy zażądał cofnięcia dotychczasowych ustępstw senatu wobec tej warstwy społecznej, zwłaszcza likwidacji trybunatu. Wezwany przed sąd ludowy uciekł do Wolsków, wraz z którymi najechał Rzym. Naczelnikiem Wolsków był wówczas Tullus Atiusz, zwyciężony niegdyś przez Koriolana. Na ich czele Koriolan zajął Lacjum i przystąpił do oblężenia Rzymu. Wówczas trybuni chętnie się zgodzili na skasowanie wyroku ogłoszonego na Koriolana, byle odstąpił od miasta. Natomiast senat dwukrotnie wysyłał doń poselstwo, za każdym razem bezskutecznie, ponieważ zwycięzca stawiał okrutne i poniżające dla Rzymu warunki. Doznawszy niepowodzenia, Rzymianie wyprawili do obozu jego żonę Wolumnię i sędziwą matkę Weturię. Na widok matki wybiegł jej na spotkanie, ale ta powstrzymała go, mówiąc: „naprzód chcę wiedzieć, kto stoi przede mną: syn czy wróg?”. Ten rzekomo miał jej odpowiedzieć: „O matko – uratowałaś Rzym, ale zgubiłaś syna!”. Odprawiwszy błagalnice, dał nakaz odwrotu. Tę powtórną zdradę przypłacił życiem. 
Na motywach legendy o Koriolanie powstała tragedia Williama Szekspira Koriolan.